# Parc d'État historique de Ward Charcoal Ovens
Le parc d'État historique de Ward Charcoal Ovens est, depuis 1994, un des 28 parcs d'état du Nevada, localisé près de la ville d'Ely à 25 km, dans le comté de White Pine, au sud ouest du désert du Grand Lac Salé à près de 150 km. Le site est entré dans la liste du Registre national des lieux historiques en 1971.
Situé entre 7000 et 8 000 pieds, soit entre 2100 m et 2400 m d'altitude, le parc couvre une superficie de 160 acres (~65 hectares) de désert parcourus par quelques routes et cours d'eau de régime d'oued.
Emblèmes de ce parc, les fours à charbon de bois sont les vestiges de la ville minière de Ward, bâtie en 1876 à la suite de l'exploitation d'une mine d'argent, puis désertée à cause de violentes inondations. 
Au nombre de six, ils mesurent 9 m de haut pour un diamètre à la base de 8m20. Les murs de pierre ont une épaisseur de 60 cm. Ils ont été construits par des italiens itinérants spécialisés dans la construction de fours nommés les carbonari. Destinés à produire du charbon de bois pour les fonderies, on estime à 16 000 boisseaux (200 mètres cubes) la production totale quotidienne de ces fours. Une fournée brule de 15 jours à 3 semaines selon les bois avant de refroidir et d'être défournée. Dans le cas d'une meule, on peut la casser de l'extérieur pour faire refroidir rapidement : ce n'est pas possible dans le cas d'une structure en pierre qui de plus n'autorise pas l'entrée des opérateurs immédiatement de par son inertie thermique. Le six fours permettaient donc une rotation pour employer les ouvriers et produire de façon régulière.
Ce sont les fours les mieux conservés de tout le Nevada. Ils apparaissent sur l'Astronomy Picture of the Day de la NASA du 25 juillet 2011.
Ces fours sont rares dans le monde des charbonniers qui utilisaient traditionnellement, et ce dans le monde entier la technique de la meule qui ne nécessite pas de construction. La présence de ces fours dans un désert où ne pousse quasiment pas de bois est une autre originalité, un des intérêts majeurs étant l'abaissement du coût du transport, le charbon étant plus léger que le bois